# سام هوي
سام هوي (بالصينية: 許冠傑) هو مغني ومنتج أسطوانات وكاتب أغاني وموسيقي وممثل صيني، ولد في 6 سبتمبر 1948 في الصين. عُرف بتمثيله الشخصية الرئيسية كينغ كونغ في خمسة أجزاء من سلسلة أفلام Aces Go Places.

## وصلات خارجية
- سام هوي على موقع IMDb (الإنجليزية)
- سام هوي على موقع ميوزك برينز (الإنجليزية)
- سام هوي على موقع أول ميوزيك (الإنجليزية)
- سام هوي على موقع ديسكوغز (الإنجليزية)
- سام هوي على موقع قاعدة بيانات الفيلم (الإنجليزية)